# 天主教達拉斯教區
天主教達拉斯教區（拉丁語：Dioecesis Dallasensis）是美國一個羅馬天主教教區，屬聖安東尼奧總教區。
教區管轄德克薩斯州東北部九縣，教座位於達拉斯，2006年時有教友955,298人（佔轄區總人口27.5%）、六十七個堂區和197名司鐸。教區主教現時出缺。
教區於1890年7月15日成立，1953年10月20日易名達拉斯-沃斯堡教區，1969年8月9日沃斯堡教區分出。